# Erin Densham
Erin Densham (ur. 3 maja 1985 w Camden w Nowej Południowej Walii) – australijska triathlonistka, brązowa medalistka igrzysk olimpijskich w Londynie.
W 2007 w Lozannie została mistrzynią świata w triathlonie w kategorii do lat 23, a w Geelong wywalczyła tytuł mistrzyni Oceanii. W 2008 w Pekinie zadebiutowała w Igrzyskach Olimpijskich i zajęła 22. miejsce. W 2009 ze względu na zaburzenia pracy serca była wyłowiona z wody w trakcie zawodów w Des Moines. W 2010 była czwarta w mistrzostwach świata na dystansie sprinterskim. W 2012 wygrała zawody serii Mistrzostw Świata w Triathlonie w Sydney oraz na dystansie sprinterskim w Hamburgu. W San Diego zajęła 2. miejsce. Na Igrzyskach Olimpijskich w Londynie uzyskała czas 1:59:50 i zdobyła brązowy medal.